# Close Roll
Close Rolls (лат. Rotuli clausi) — адміністративний документ, створений у середньовічній Англії, Уельсі, Ірландії та на Нормандських островах королівською канцелярією. Його мета полягала в централізованому збереженні запису всіх листів, виданих канцелярією від імені Корони.

## Історія
Перший збережений до наших днів Close Roll був створений у 1204 році (за правління короля Іоанна) за часів канцлерства Губерта Волтера, хоча фактична практика може сягати 1200 року, або навіть раніше. Копії текстів листів писалися на аркушах пергаменту, які зшивалися в довгі рулони, утворюючи згортки для кожного року.

## Характер змісту
Копії королівських грантів на землю або гроші (надалі переписані на казначейство) складали найперший зміст Close Roll; але незабаром останні стали містити значно ширшу інформацію, а матеріали, пов'язані з казначейством, були виділені після 1226 р. в окремі Liberate Rolls. На початку 13 століття, основна частина виконавчих дій влади здійснювалася через інструкції з Канцелярії місцевим шерифам, які фіксувалися в Roll. Однак з часом, з появою нових серій документів, сфера застосування Close Roll звузилася, і після 1533 р. їхній зміст складався виключно з копій приватних актів, наказів про надання утримання тощо.
До цього моменту, Close Rolls містили величезну кількість інформації про пізньосередньовічну Англію. До них вносились політичні та військові питання, регулювання торгівлі та анжуйського єврейства. Походження представництва та парламенту можна простежити, наприклад, у «дванадцяти найкращих і найрозсудливіших людей» Брістоля, скликаних королем Іоанном у 1211 році, а також у копіях листів про виклик баронів до парламенту. З культурного погляду, королівський подарунок червоного плаща людині, яка збирається стати лицарем, проливає можливе світло на походження Лицарів Лазні; в той час, як детальна турбота Генріха III про оздоблення своїх скарбів, придбаних за допомогою Close Rolls, розкриває ступінь його поціновувачів.

## Публікації
Close Rolls за 1204–1227 рр. були опубліковані у вигляді скорочених латинських текстів (майже факсиміле рукописів, з використанням спеціального шрифту «записного типу») Комісією з реєстрації актів під редакцією Т. Д. Гарді у 1833 і 1844 рр. у двох великих фоліантах під назвою «Rotuli Litterarum Clausarum in Turri Londinensi asservati». Документи за 1227–1272 рр. були опубліковані Public Record Office між 1902 і 1938 рр. з розширеними латинськими текстами у чотирнадцяти томах під назвою Close Rolls, одинадцять з яких були відредаговані В. Г. Стівенсоном. У 1975 році з'явився «додатковий» том з додатковими матеріалами за 1244-66 роки. Перекази після 1272 р. були опубліковані не як повні тексти, а у формі календаря (тобто як вичерпні англійські підсумки з усіма важливими деталями) під назвою «Calendar of Close Rolls»: 47 томів з'явилися між 1900 і 1963 роками, охоплюючи період з 1272 по 1509 роки. Документи за період правління Генріха VIII (1509–47 рр.) не були опубліковані окремо, а увійшли до серії «Листи і документи періоду правління Генріха VIII» (опубліковані у 1862–1932 рр.).
Опубліковані тексти та календарі з 1227 по 1509 роки доступні онлайн у формі з можливістю повного пошуку в розділі «преміум» (підписка) цифрової бібліотеки British History Online (під керуванням Інституту історичних досліджень).